# Kanzleistraße (Bayreuth)

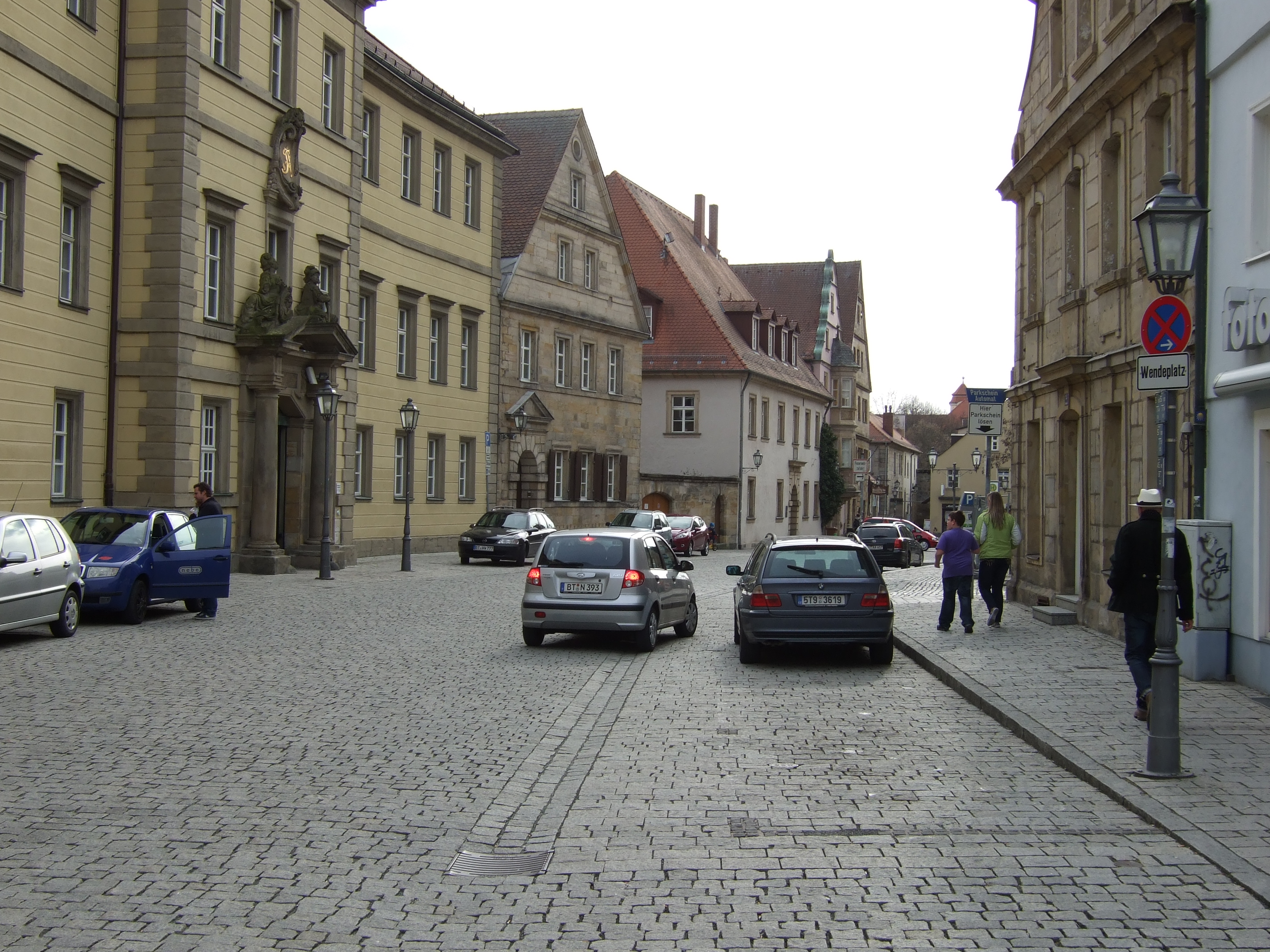
Kanzleistraße – links das Gebäude der ehemaligen markgräflichen Kanzlei, dahinter die Häuser 9 und 11

Die Kanzleistraße ist eine Straße in der oberfränkischen Stadt Bayreuth.

## Name

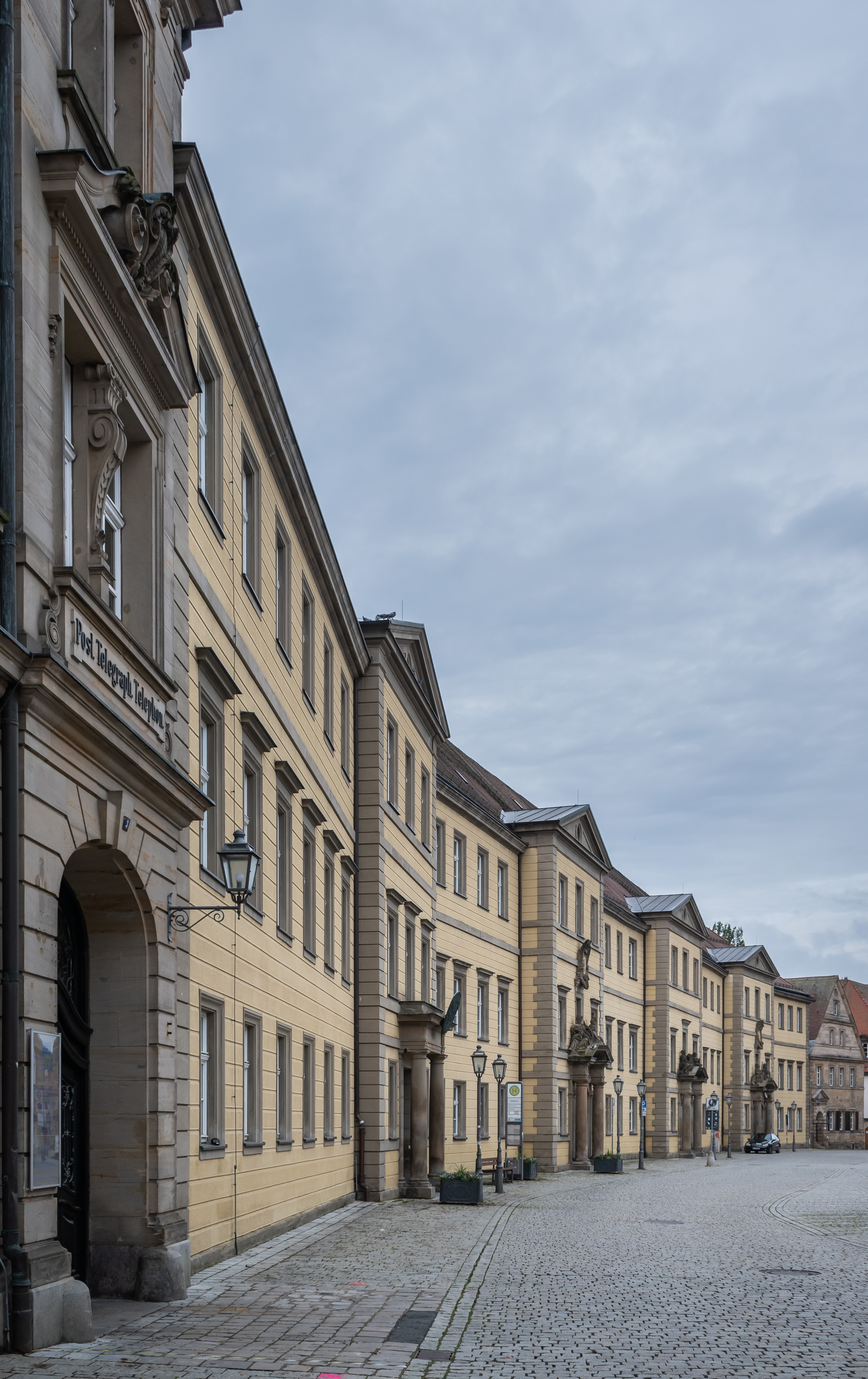
Gebäude der ehemaligen Kanzlei mit den vier Risaliten, links die Hofeinfahrt des ehemaligen Postamts

Der Name der Straße bezieht sich auf die in den Jahren 1620 bis 1630 dort errichtete markgräfliche Kanzlei. Markgraf Christian hatte 1604 seine Residenz von Kulmbach nach Bayreuth verlegt.
Von 1442 bis 1508 ist der Name Hinter der Kirche belegt, der sich auf die Lage am Vorgängerbau der heutigen Stadtkirche bezog. Von 1510 bis zum Anfang des 19. Jahrhunderts war auch die Bezeichnung Schmidtgasse in Gebrauch – im Mittelalter war es üblich, feuergefährliche Handwerksbetriebe an oder vor der Stadtmauer anzusiedeln. Im 15. Jahrhundert lebten nachweislich Schmiede und Waffenschmiede im Bereich der Straße. Aus dem Jahr 1522 ist auch der Name Entengraben nachweisbar, auf der Gemarkungskarte von 1775 Kanzley- oder Schmidt-Gaße. Um 1800 schrieb Johann Sebastian König, die „Schmiedgasse ... [werde] von vielen die Kanzleigasse benannt“.

## Geschichte und Beschreibung

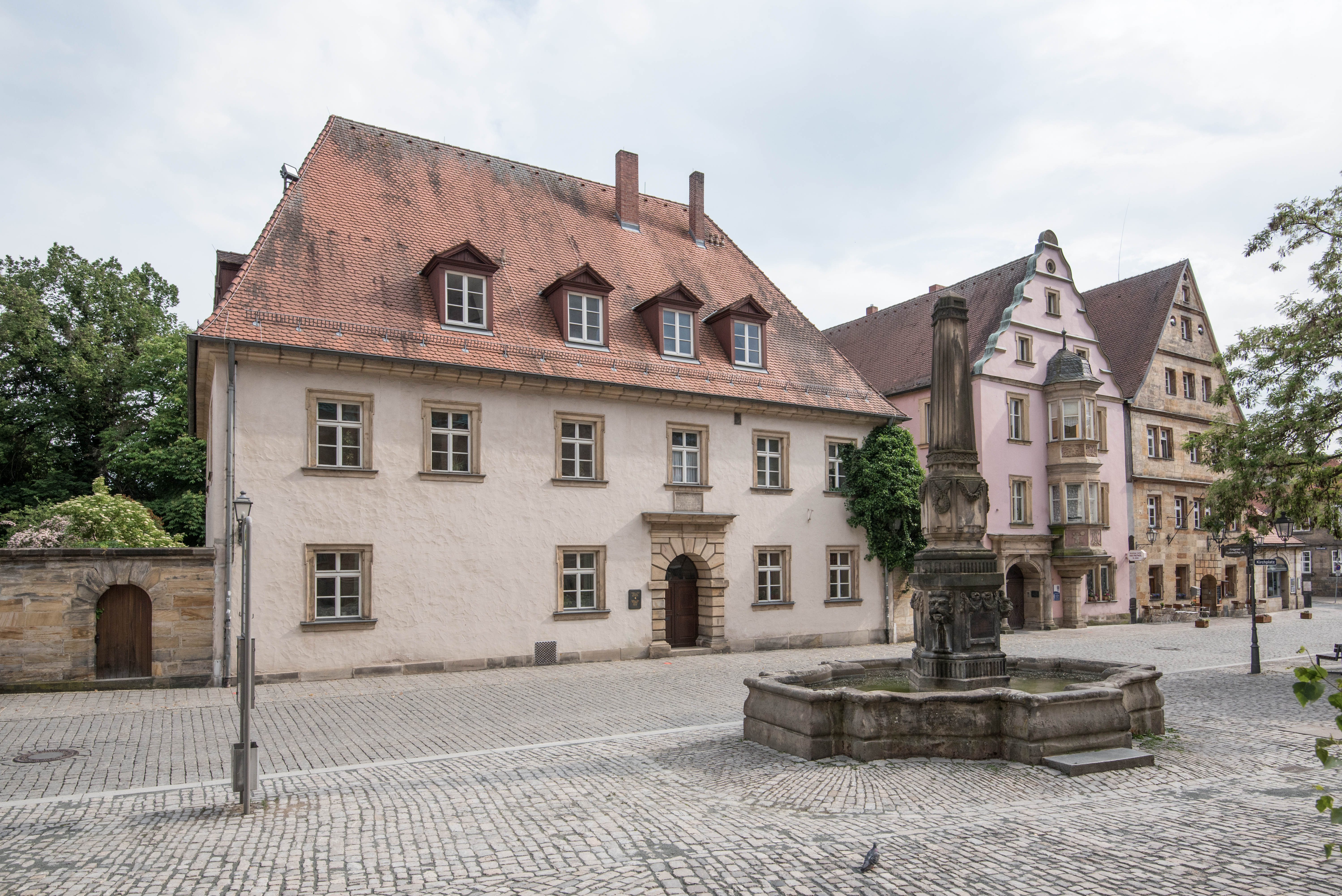
Kanzleistraße mit (von links) Dekanat und den Burggütern Seckendorffer Haus und Nanckenreuther Haus, im Vordergrund der Obeliskenbrunnen

Restauration Angermann und Gasthaus Zum weißen Lamm, 1892 abgerissen

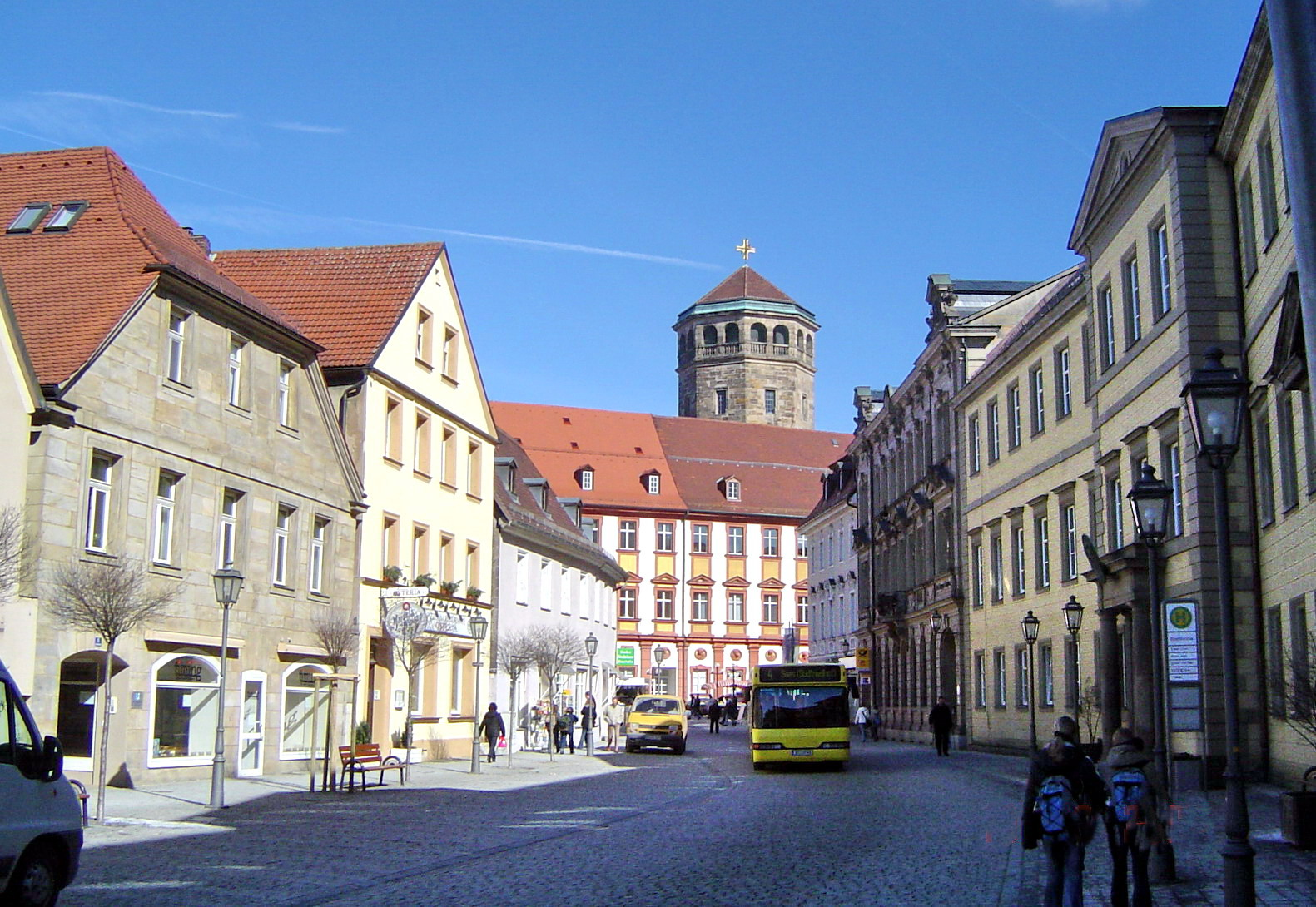
Blick nach Nordosten zur Maximilianstraße mit dem Alten Schloss, von links die Häuser 6, 4 und 2

Die Kanzleistraße ist Teil der historischen Innenstadt, die nicht mit dem peripher gelegenen Stadtteil Altstadt verwechselt werden darf. Sie beginnt an der Maximilianstraße und mündet nach 226 m in den quer zu ihr verlaufenden Straßenzug Sophienstraße–Friedrichstraße. Bei einer leichten Krümmung folgt sie intra muros mit rund 75 m Abstand dem Verlauf der ehemaligen südöstlichen Stadtmauer. Zwischen den Häusern 10 und 12 geht nach Norden die Kämmereigasse ab. Westlich des Hauses Nr. 14 schließt an der Nordseite der Straße der Kirchplatz an, auf dem die geostete Stadtkirche steht. 
Größtes Bauwerk an der Nordseite ist die Stadtkirche, deren Vorgängerbau bei einem Stadtbrand im Jahr 1605 zerstört wurde. Das heutige Gebäude, eine dreischiffige Basilika mit zwei Türmen im spätgotischen Stil, entstand nach Plänen des Hofbaumeisters Michael Mebart unter Verwendung des stehengebliebenen Mauerwerks in den Jahren 1611 bis 1614. Eine erste Kirche an dieser Stelle wurde vermutlich im Jahr 1194 geweiht, im Untergeschoss des Nordturms sind Reste jenes Bauwerks erhalten. Oben auf dem Nordturm befindet sich das Türmerhaus, wo bis 1934 der städtische Türmer lebte und arbeitete.
1513 wurde auf der Südseite der Kirche eine Kapelle geweiht, die bereits einen Vorgängerbau hatte. Sie stand an der Stelle des 1788 erbauten Obeliskenbrunnens und diente als Beinhaus für den um die Stadtkirche gelegenen Friedhof. Der zweigeschossige, von einem Dachreiter gekrönte Bau wies unten ein Gewölbe auf, in dem die Gebeine aufgeschichtet waren. Darüber befand sich ein flach gedeckter, mit Fresken bemalter Sakralraum. Nach der Einführung der Reformation durch Markgraf Georg der Fromme im Jahr 1528 wurde die Kapelle profaniert. Sie wurde dem neu gegründeten „Gemeinen Almosenkasten“ zur Verfügung gestellt, der arme und gebrechliche Menschen versorgte. Auf Vorrat angeschaffte Lebensmittel wurden in der ehemaligen Kapelle gelagert, die nun die Bezeichnung Almosenkasten erhielt.

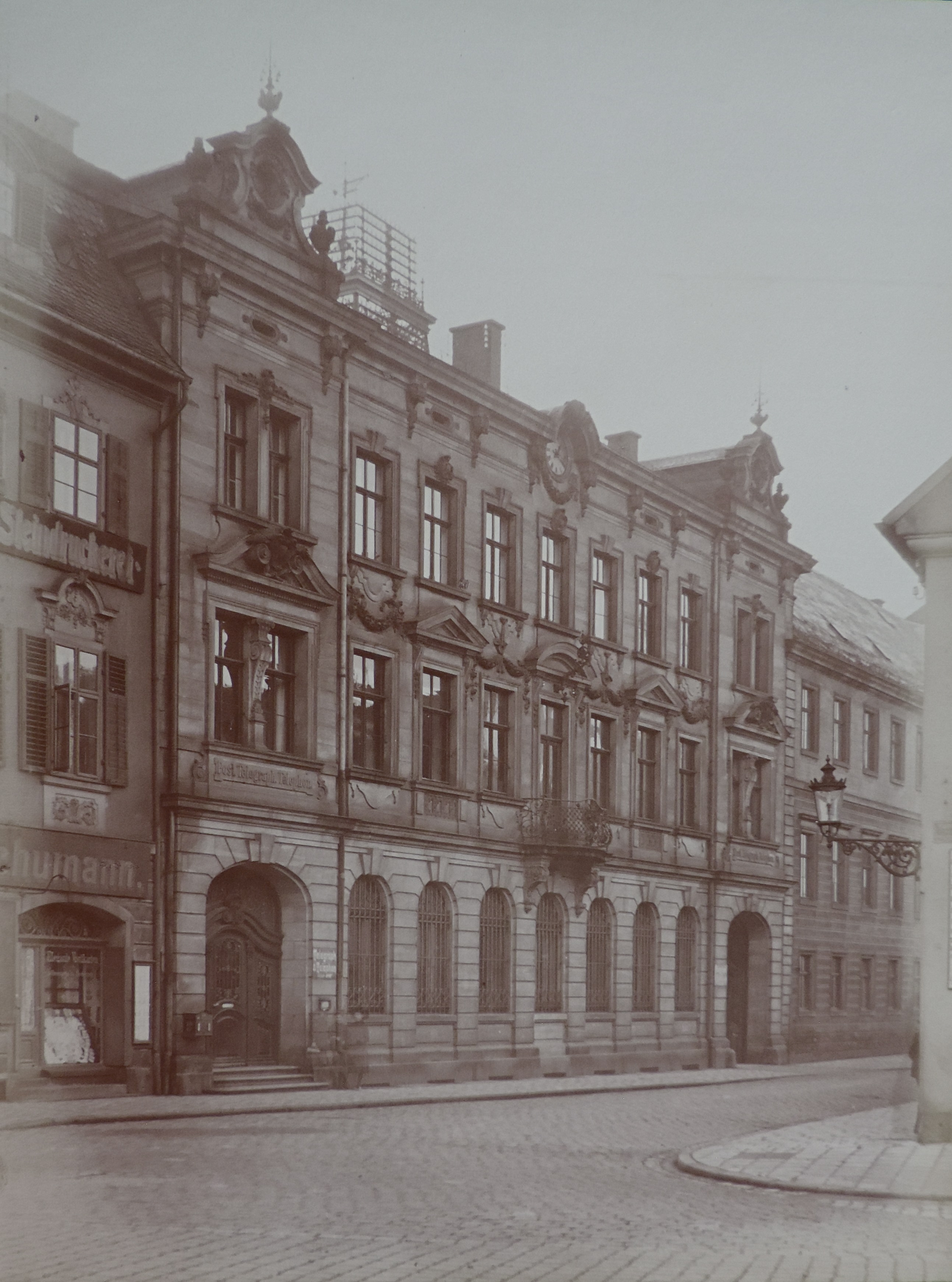
Postamt von 1893 in der Kanzleistraße 3 (um 1910)

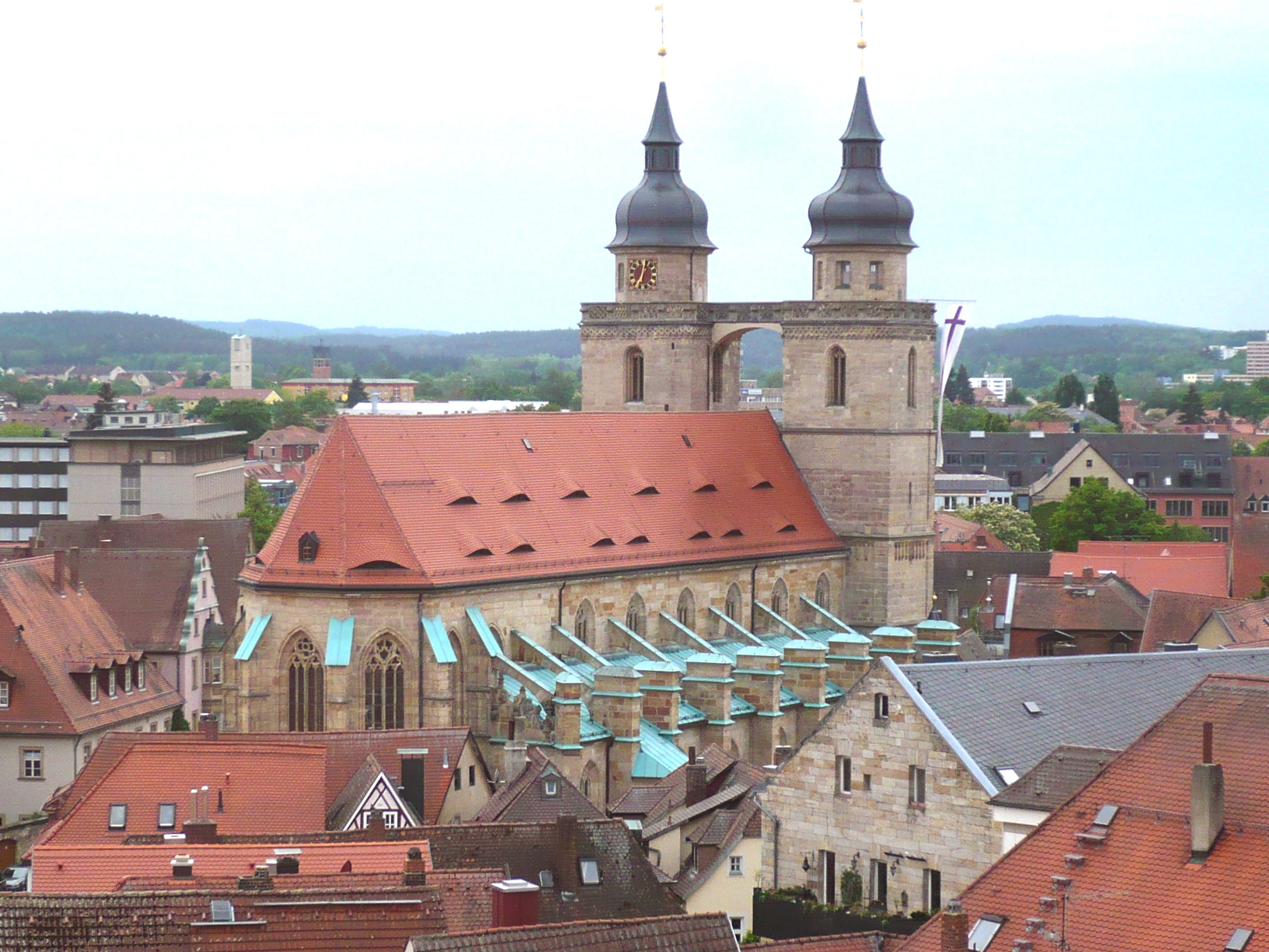
Stadtkirche

Zu den ältesten erhaltenen Häusern der Stadt zählen die Burggüter Seckendorffer Haus (Kanzleistraße 13) und Nanckenreuther Haus (Kanzleistraße 15). Wie auch das Sparnecker Haus (Eckhaus zur Sophienstraße) wurden sie nach ihren adeligen Besitzern benannt und zeichneten sich durch ihre privilegierte Stellung als Freihäuser aus. Das Nanckenreuther Haus stammt aus dem Jahr 1439, das Seckendorffer aus dem späten 16. Jahrhundert.
Die giebelständigen Häuser Kanzleistraße 3 (Gasthaus Zum weißen Lamm) und 5 (Wirtshaus Zu den Drei Mohren, später Restauration Angermann) mussten bereits 1892 dem traufständigen, neubarocken Sandsteinquaderbau des neuen Postamts weichen. Beide Häuser stammten in ihrer letzten Form aus dem späten 17. Jahrhundert, das Anwesen des „Weißen Lamms“ ist aber schon vor 1683 als Wirtshaus erwähnt. Im Hintergebäude der „Drei Mohren“ an der Stadtmauer befand sich ein Mulz- und Darrhaus für das Brauen des eigenen Biers. Angermann war das Stammlokal Richard Wagners, der dort stets zwischen 17 und 18 Uhr erschien und am liebsten am Kutschertisch Platz nahm. Das Postamt, das bis Januar 1968 auch das Fernmeldeamt Bayreuth beherbergte, wurde am 13. November 2018 geschlossen.
Das langgestreckte, im 19. Jahrhundert vereinheitlichte Gebäude mit der Hausnummer 7 ist die namengebende ehemalige Kanzlei. Heute ist es Teil des Komplexes der Regierung von Oberfranken, der sich bis zum Präsidialbau in der Ludwigstraße erstreckt. Es entstand in mehreren Bauphasen des 17. bis 20. Jahrhunderts zwischen der Kanzleistraße und der ehemaligen Stadtmauer. Ältester Teil des dreigeschossigen Baus mit vier portalbesetzten, übergiebelten Risaliten ist der Bereich zwischen dem zweiten und dem dritten Risalit, in dem 1557 bis 1563 die alte Kanzlei untergebracht war. Nach dem Stadtbrand des Jahres 1621 erfolgte der Neubau der Kanzlei. Über zwei Portalen sind Kartuschen mit Initialen von Markgrafen angebracht: Das „F“ über dem zweiten Portal am 1737 entstandenen Teil steht für Friedrich III.; das „A“ über dem vierten Tor am 1787 hinzugefügten Trakt steht für Alexander von Brandenburg-Ansbach, während dessen Herrschaft dieser errichtet wurde. Über dem dritten Portal ist der entsprechende Platz unbesetzt. Dort befand sich ein Schild, der den Brandenburgischen Adler zeigt. Eventuell schon während der Zeit der französischen Besetzung Bayreuths (1806–1810), spätestens aber nach der Inbesitznahme der Stadt durch das Königreich Bayern im Jahr 1810, musste der Steinadler dem Symbol der neuen Herrschaft, die dort ihre Königliche Kreisregierung unterbrachte, weichen. Heute ist der historische Schild über einem modernen Brunnen an der Stadtmauer (am Hohenzollernring) angebracht.

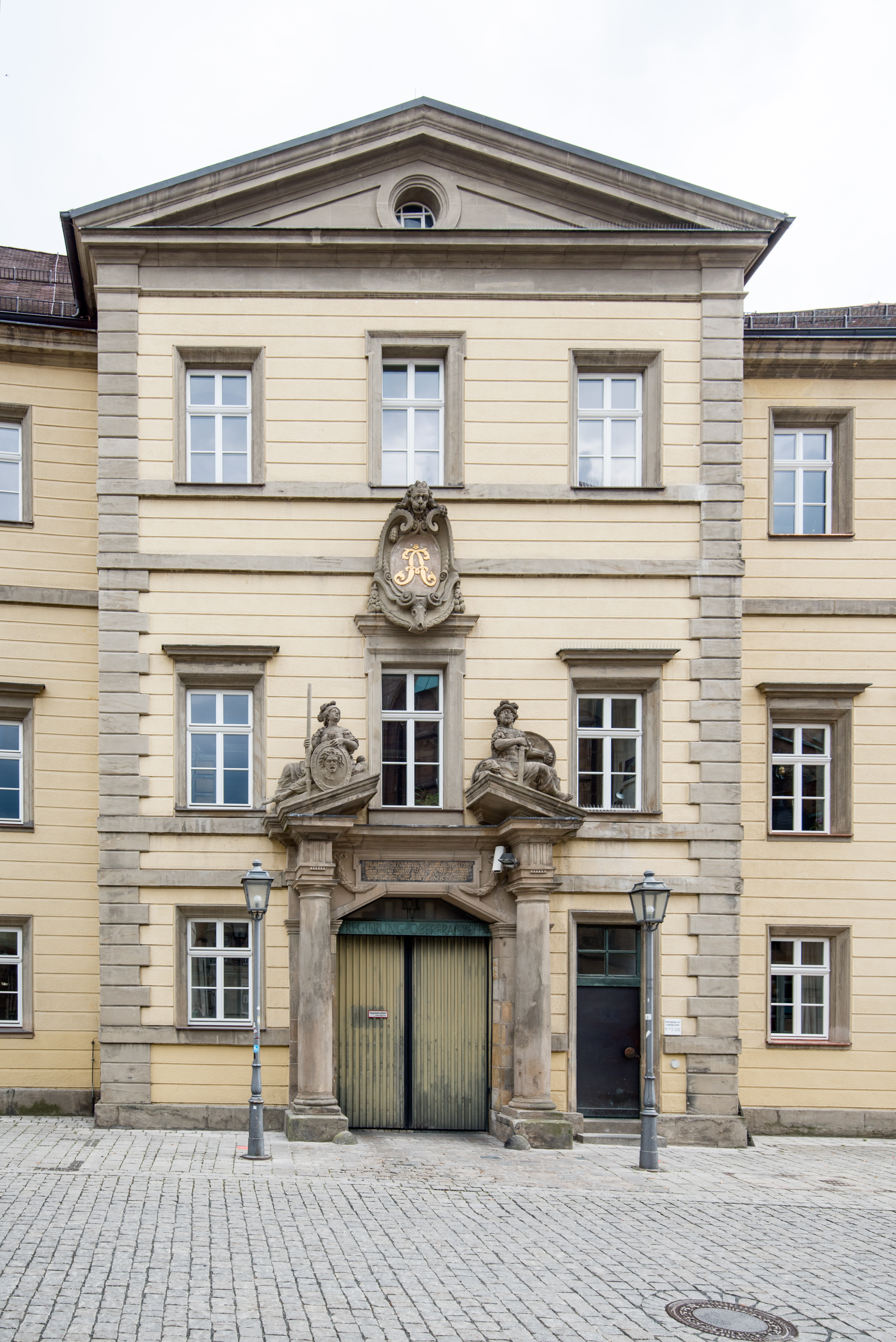
„A“ für Alexander über dem vierten Portal der einstigen Kanzlei
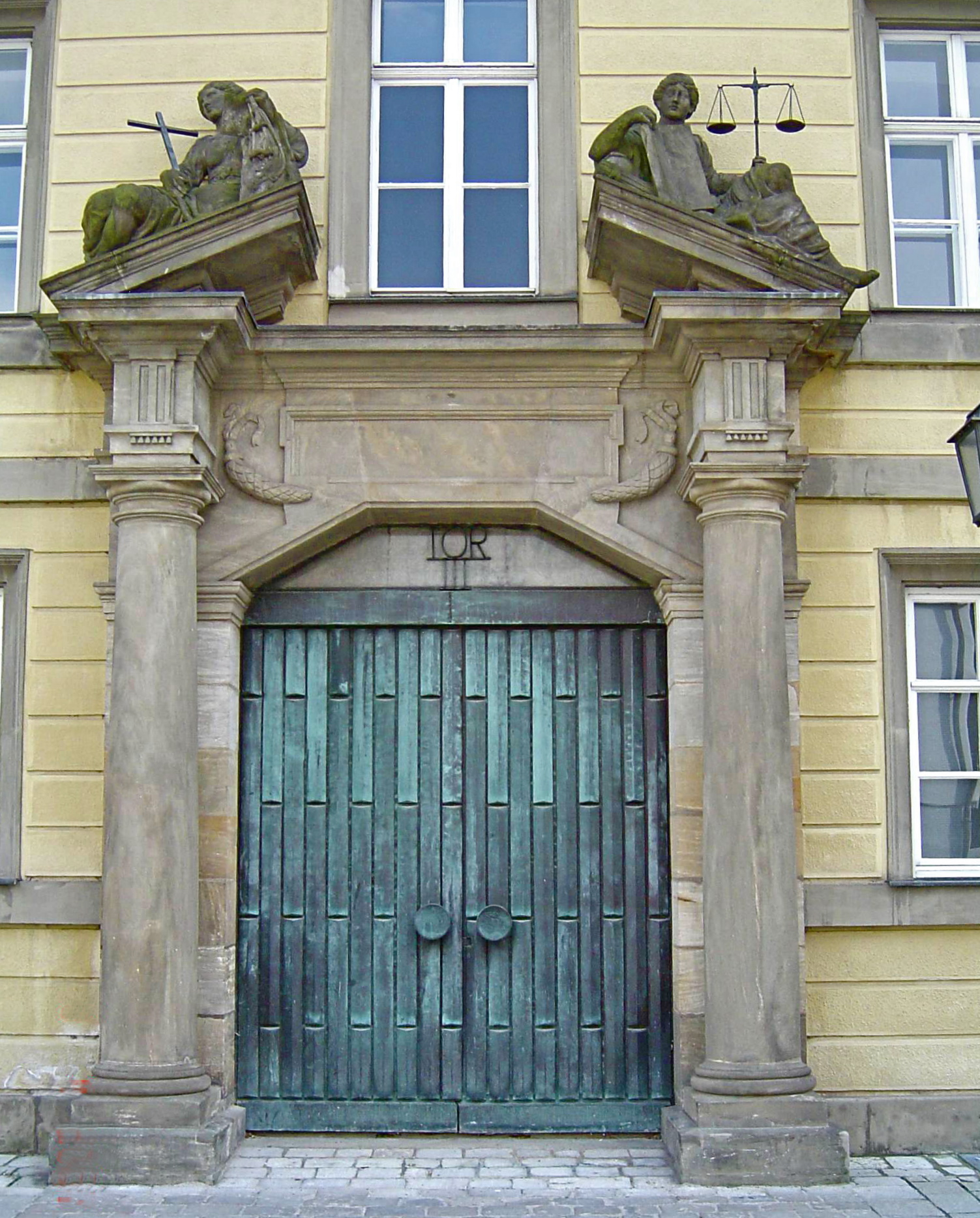
Drittes Portal mit den Figuren Temperantia und Justitia auf den Dreieckschenkeln des Giebels
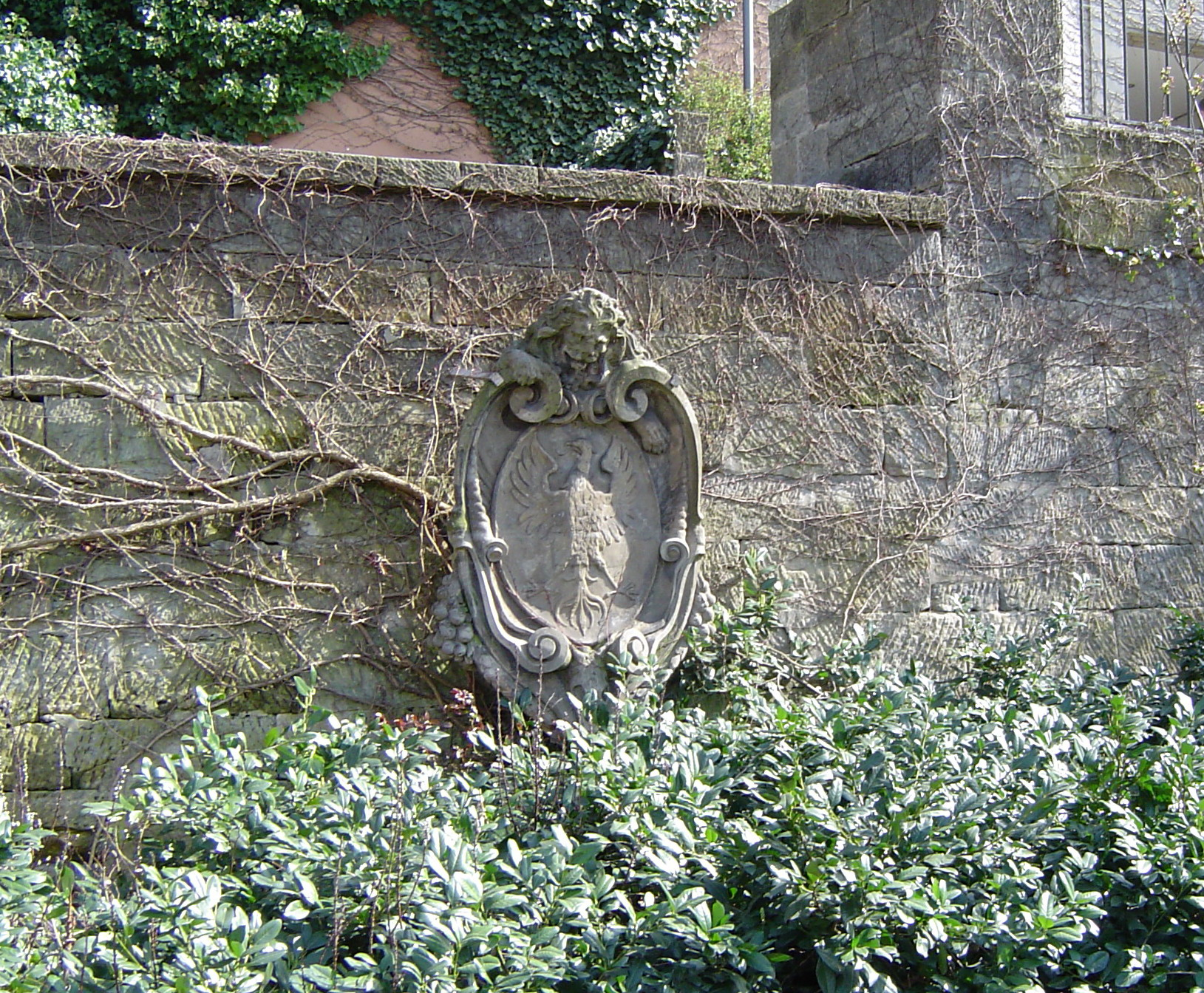
Vom Kanzleigebäude entfernte Kartusche mit dem Brandenburgischen Adler
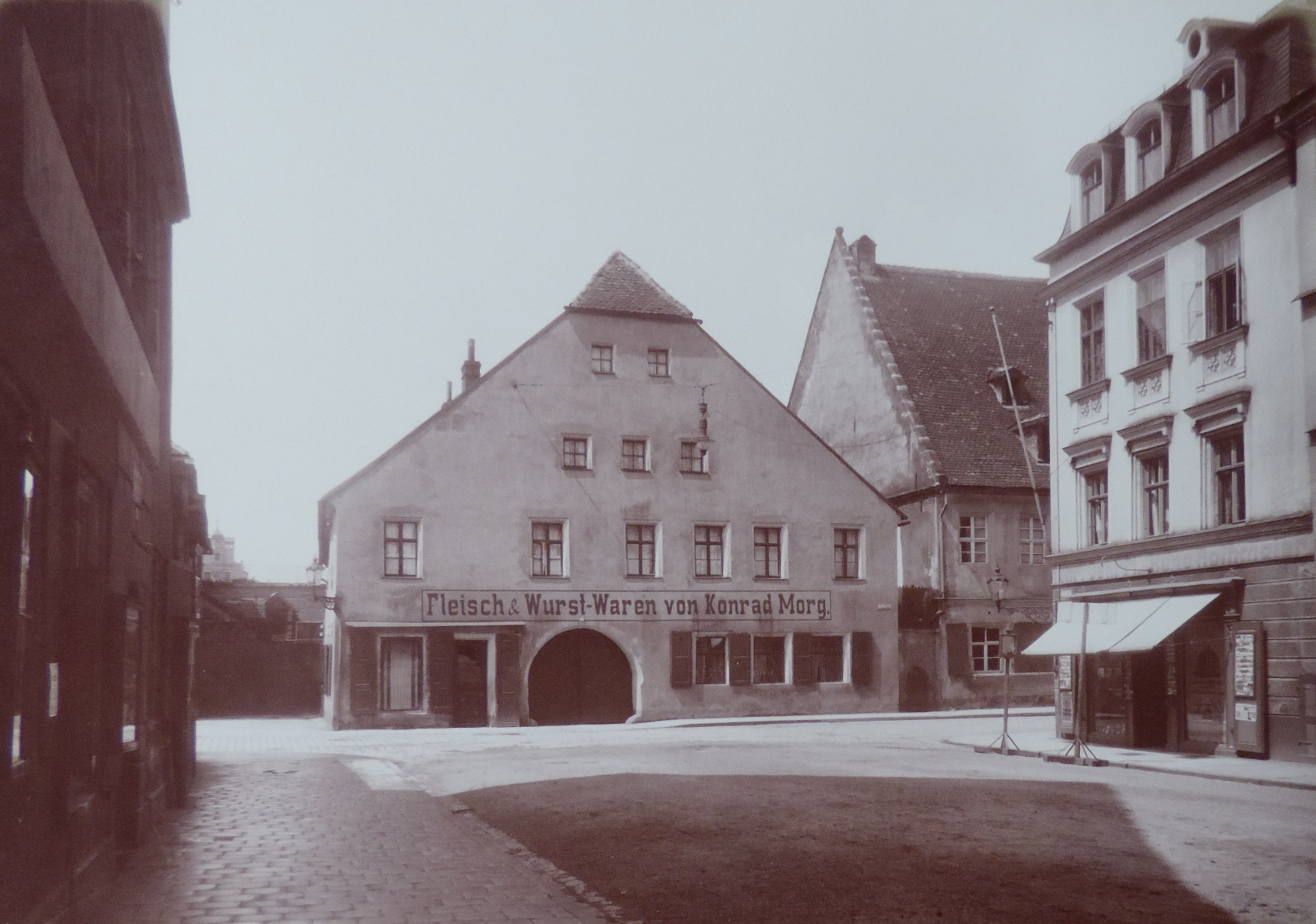
Ehemaliges Zeug- und Vorratshaus (Sophienstraße 32) am Ende der Kanzleistraße, rechts das Sparnecker Haus (um 1910)

## Weitere Bauwerke

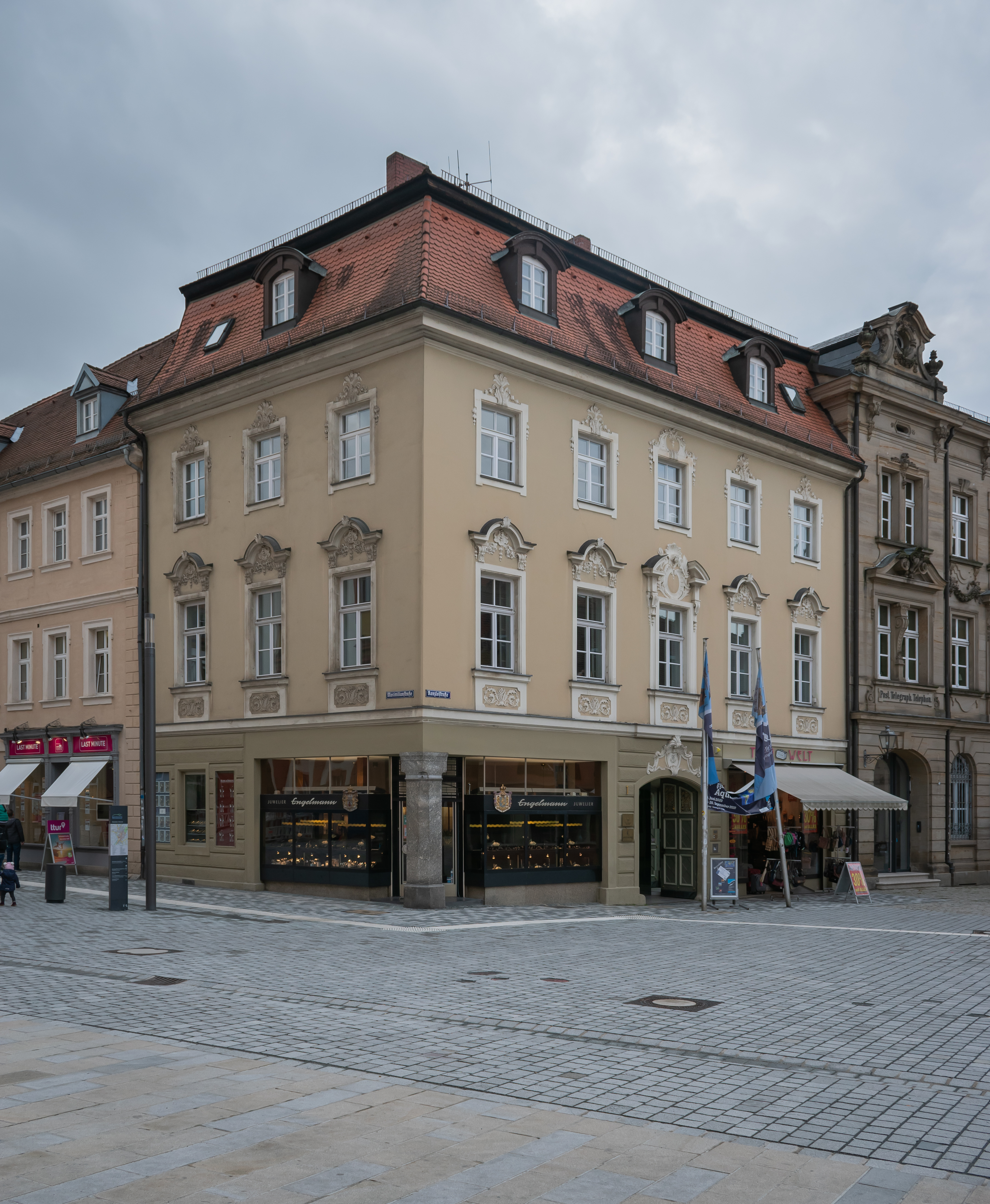
„Lüchau-Haus“ Kanzleistraße 1

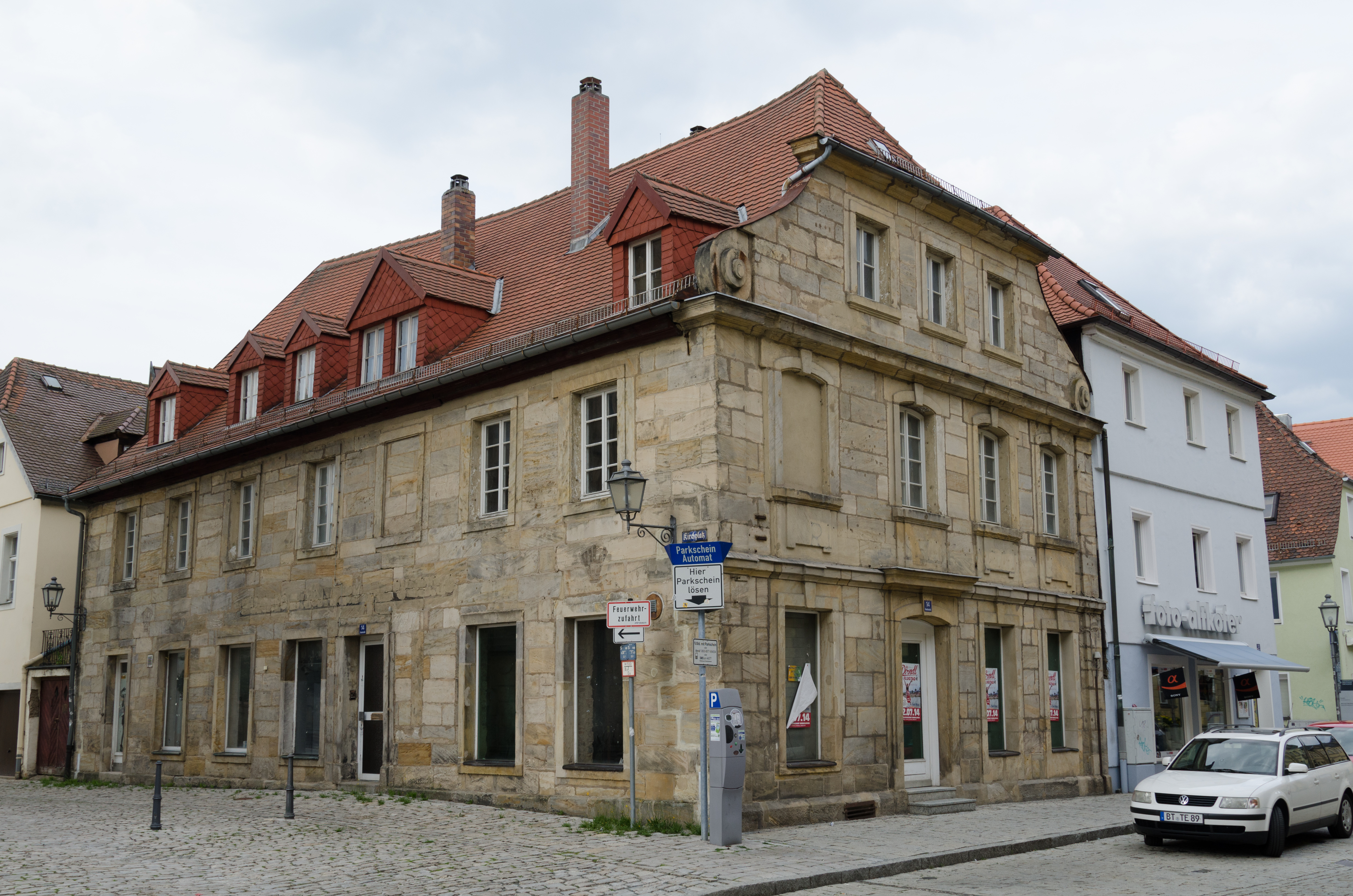
Kanzleistraße 14 an der Ecke zum Kirchplatz

Von den Bomben der Alliierten blieb die Kanzleistraße im Zweiten Weltkrieg verschont. Abgebrochen wurde 1971 der Torso des Eckhauses Kirchplatz 2, das bis 1961 Pfarrhaus der Stadtkirchengemeinde gewesen war. An seiner Stelle steht das in den Jahren 1973 bis 1975 errichtete Verwaltungsgebäude der Evangelischen Kirche.
Die Häuser Kanzleistraße 1, 2, 3, 6, 7, 9, 13, 14 und 15 sowie Friedrichstraße 1 stehen unter Denkmalschutz. Von der Denkmalliste gestrichen wurde das Haus Kanzleistraße 11 (→ Liste der Baudenkmäler in Bayreuth).
- Kanzleistraße 1 („Lüchau-Haus“): Dreigeschossiger, barocker Putzbau mit Mansarddach, vermutlich aus dem 17. Jahrhundert; 1738 verändert, heute Urwelt-Museum Oberfranken[16]
- Kanzleistraße 2: Langgestreckter, abgewinkelter zweigeschossiger verputzter Sandsteinbau mit Satteldach aus dem 16./17. Jahrhundert
- Kanzleistraße 6: Giebelständiger, zweigeschossiger Bau mit Schopfwalm aus der Mitte des 18. Jahrhunderts
- Kanzleistraße 9: Barocker, zweigeschossiger, giebelständiger Sandsteinbau mit Satteldach, Sitz des Pfarramts der Stadtkirche
- Kanzleistraße 11: Traufständiges, verputztes Gebäude aus Sandsteinquadern, 1681 errichtet; Sitz des Evangelisch-Lutherischen Dekanats[17]
- Kanzleistraße 14: Eckhaus zum Kirchplatz; barocker, dreigeschossiger Sandsteinquaderbau mit Halbwalmdach und Volutengiebel aus der Mitte des 18. Jahrhunderts
- Friedrichstraße 1: Eckhaus zur Friedrichstraße; eingeschossiges Gebäude, ursprünglich Wagenremise
- Obeliskenbrunnen: Zierbrunnen vor der Stadtkirche, 1788 durch den Steinmetz Peter Schuh nach einem Entwurf von Johann Gottlieb Riedel geschaffen